# Commitment
Commitment è il settimo album del cantante britannico Seal, pubblicato nel 2010 dalla Warner Music UK/Reprise. L'album consiste in una serie di cover di classici del soul. L'album è riuscito ad arrivare sino all'undicesima posizione degli album più venduti nel Regno Unito, ed alla trentunesima della Billboard 200.

## Tracce
1. If I'm Any Closer – 3:29
2. Weight of My Mistakes – 4:20
3. Silence – 4:11
4. Best of Me – 4:23
5. All for Love – 4:03
6. I Know What You Did – 3:37
7. The Way I Lie – 4:34
8. Secret – 3:21
9. You Get Me – 4:27
10. Letting Go – 3:58
11. Big Time – 4:04

Bonus Track
1. You Get Me (featuring TinkaBelle)- 4:17